# Spania americana
Spania americana är en tvåvingeart som beskrevs av Johnson 1923. Spania americana ingår i släktet Spania och familjen snäppflugor.
Artens utbredningsområde är Maine. Inga underarter finns listade i Catalogue of Life.